# Надгробни споменик Илији Шипети у Грабу
Надгробни споменик Илији Шипети у (†1861) Грабу налази се на Рајичића гробљу у Грабу, Општина Лучани. Подигнут је у спомен Илији, сину Марка Шипете, који је умро у 31. години.

## Опис
Надгробни споменик у облику онижег стуба од пешчара. Текст епитафа уклесан је на западној страни, у полулучном удубљењу испод крста са Христовим монограмом. На источној страни уклесан је једноставан крст на постољу, а на левом боку брадва, симбол покојниковог занимања. Надгробник је релативно добро очуван, површине нагрижене лишајем.

### Епитаф
Текст исписан читким словима предвуковског писма гласи:
ОВДЕ ПОЧİВА РАБЪ БОЖİИ
İЛИЯ СЬİН МАРКА ШİПЕТЕ
ИЗЬ ГРАБА
ПОЖİВИ; 31 Г.
İ УМРЕ 12. МАЯ 1861 Г:
ОВАИ СПОМ: ПОДİЖЕ РА:
БРАТ. ЕГО